# Acanthagrion lancea
Acanthagrion lancea är en trollsländeart som först beskrevs av Selys 1876.  Acanthagrion lancea ingår i släktet Acanthagrion och familjen dammflicksländor. Inga underarter finns listade i Catalogue of Life.